# Leptosiphon bicolor
Leptosiphon bicolor es una especie de planta anual perteneciente a la familia de las polemoniáceas.

## Descripción
Es una planta caducifolia rastrera con hojas aciculares amontonadas. Tiene inflorescencias de flores blancas y rosadas. Es nativo de la costa oeste de América del Norte desde el norte de Baja California hasta el sur de la Columbia Británica.

## Taxonomía
Leptosiphon bicolor fue descrita por (Nutt.) Greene y publicado en Pittonia 2(11D): 260. 1892.
Sinonimia
- Linanthus bicolor Nutt.	[2]